# Omphalodipara clavicornis
Omphalodipara clavicornis är en stekelart som först beskrevs av Alan Parkhurst Dodd 1924.  Omphalodipara clavicornis ingår i släktet Omphalodipara och familjen puppglanssteklar. Inga underarter finns listade i Catalogue of Life.